# Giuseppe Gentile
Giuseppe Gentile, född 4 september 1943 i Rom, är en italiensk före detta friidrottare.
Gentile blev olympisk bronsmedaljör i tresteg vid sommarspelen 1968 i Mexico City.